# Шелковичная улица (Саратов)
Шелковичная улица — улица, пролегающая вдоль границы Октябрьского и Фрунзенского районов города Саратова. Начинается от набережной на берегу Волги и заканчивается в Октябрьском ущелье.

## История

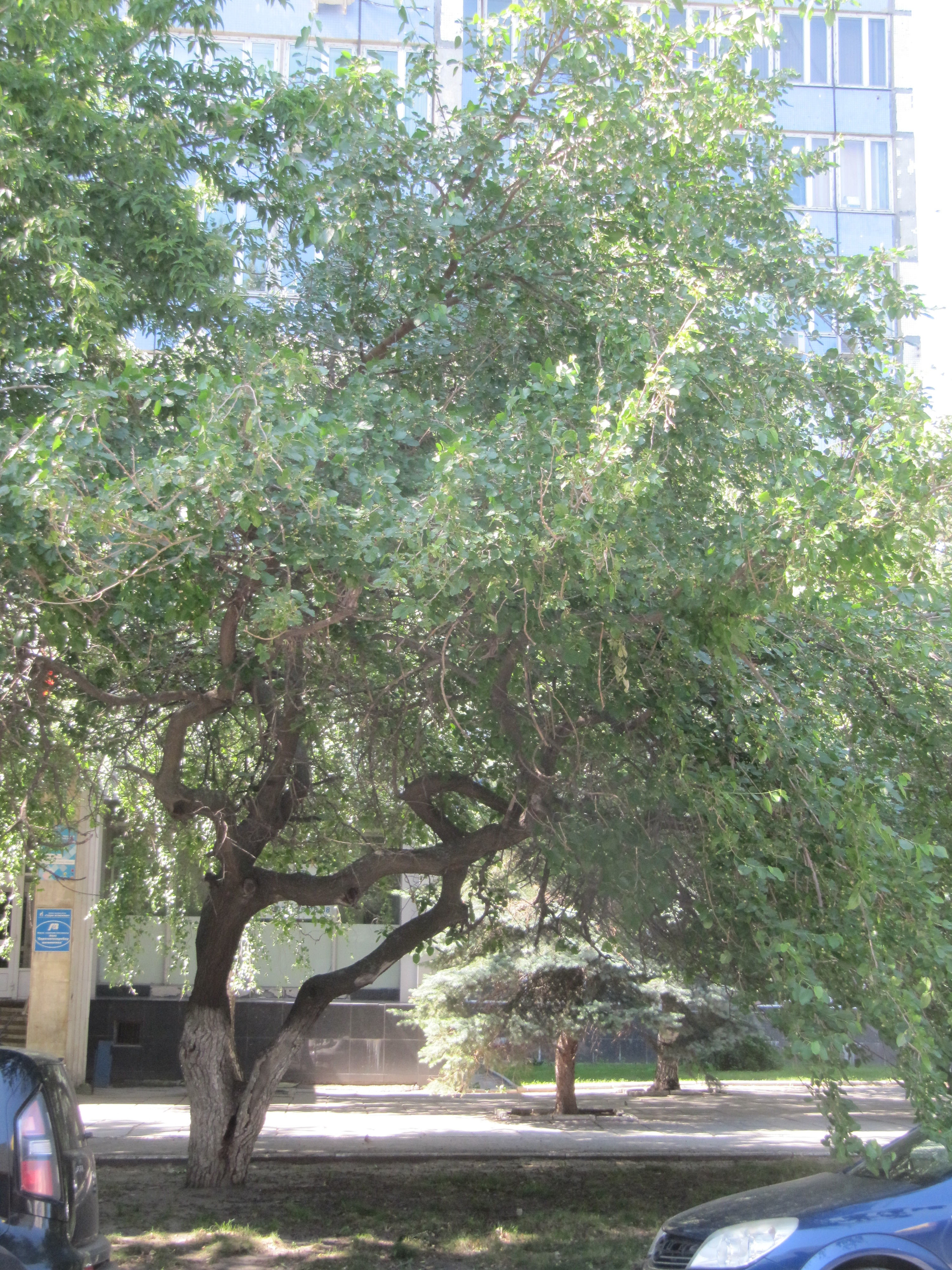
Шелковица на Шелковичной ул. / ул. Рахова

В XVIII веке правительство Российской империи решило создать в Поволжье производство шёлка в целях импортозамещения. В 1764 году французу Вердье для создания шёлковой плантации были выделены средства и участок земли площадью 60 десятин (65,4 гектара) вблизи Лысой горы. Тутовые деревья были высажены, но дела шли плохо и в 1766 году производство было передано купцу Шехватову. Но и ему не удалось наладить прибыльное дело, и вскоре плантация прекратила своё существование. А улица, пролегавшая вблизи неё, была названа Шелковичной.

## Расположение
Улица начинается от набережной, пересекает улицу Чернышевского, проходит через Ильинскую площадь и далее без изгибов идет на северо-запад, пока не прерывается промзоной и железнодорожными путями. После них улица возобновляется и со значительным подъёмом идёт вплоть до проходной санатория Октябрьское ущелье. Участок улицы от набережной до улицы Чернышевского много лет был перекрыт корпусами мебельной фабрики, в 2021 году проход восстановлен и асфальтирован. Также был благоустроен расположенный близко к набережной Сквер памяти «Вечная слава павшим за Родину».

## Больница
Городская клиническая больница № 1 имени Ю. Я. Гордеева располагается между улицами Шелковичной, Новоузенской, Хользунова и Пугачёва. На углу Шелковичной и Пугачёва в 1903 году был построен роддом по проекту архитектора Стерлигова Д. Ф.

## Достопримечательности
- Шелковичная ул. 19 — Исторический парк «Россия — моя история».
- Шелковичная ул. 58 — особняк, построенный в начале XX века.

## Фотографии

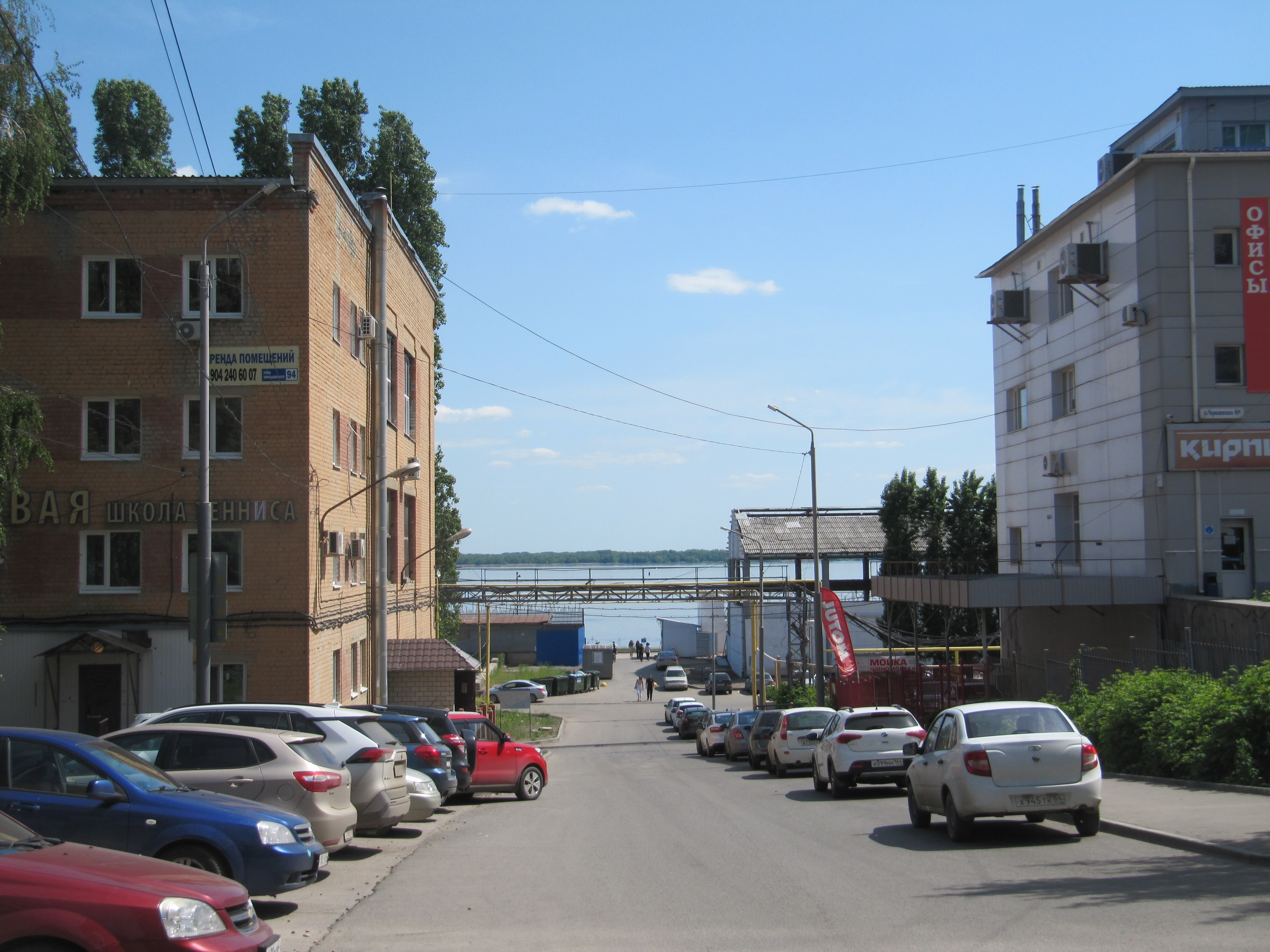
Шелковичная улица, вид на берег Волги
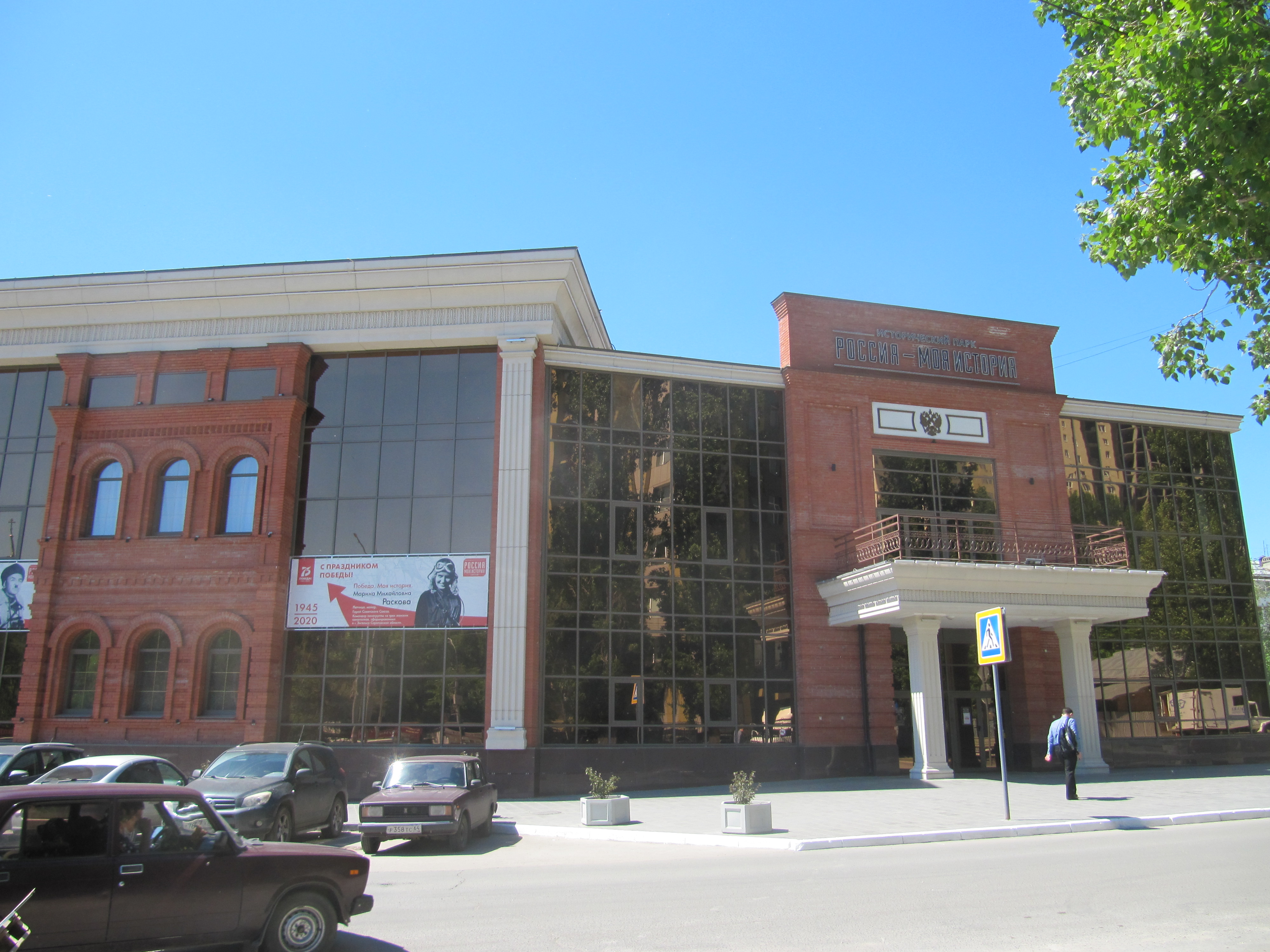
Россия — моя история, Исторический парк
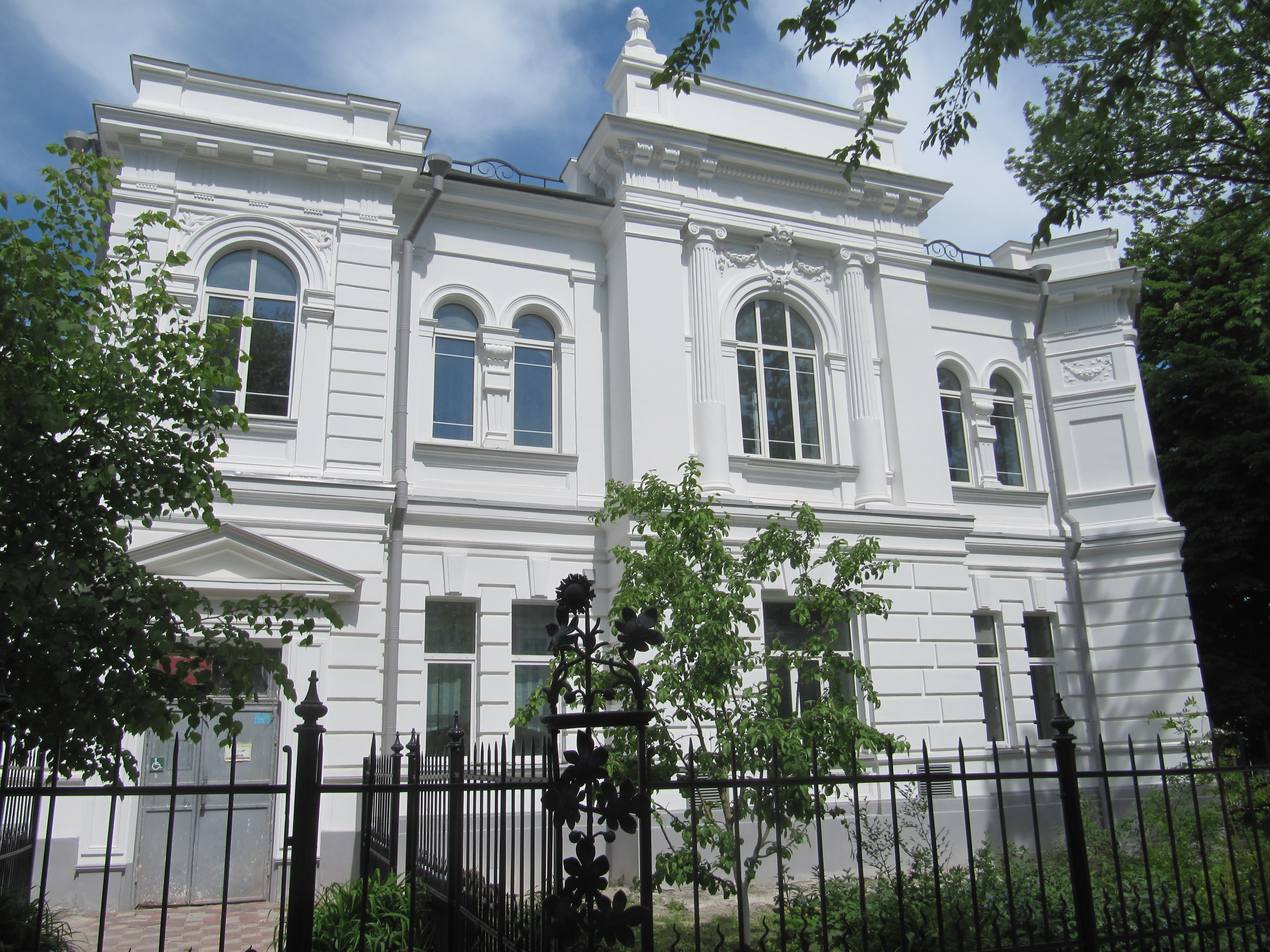
Шелковичная ул., дом 58
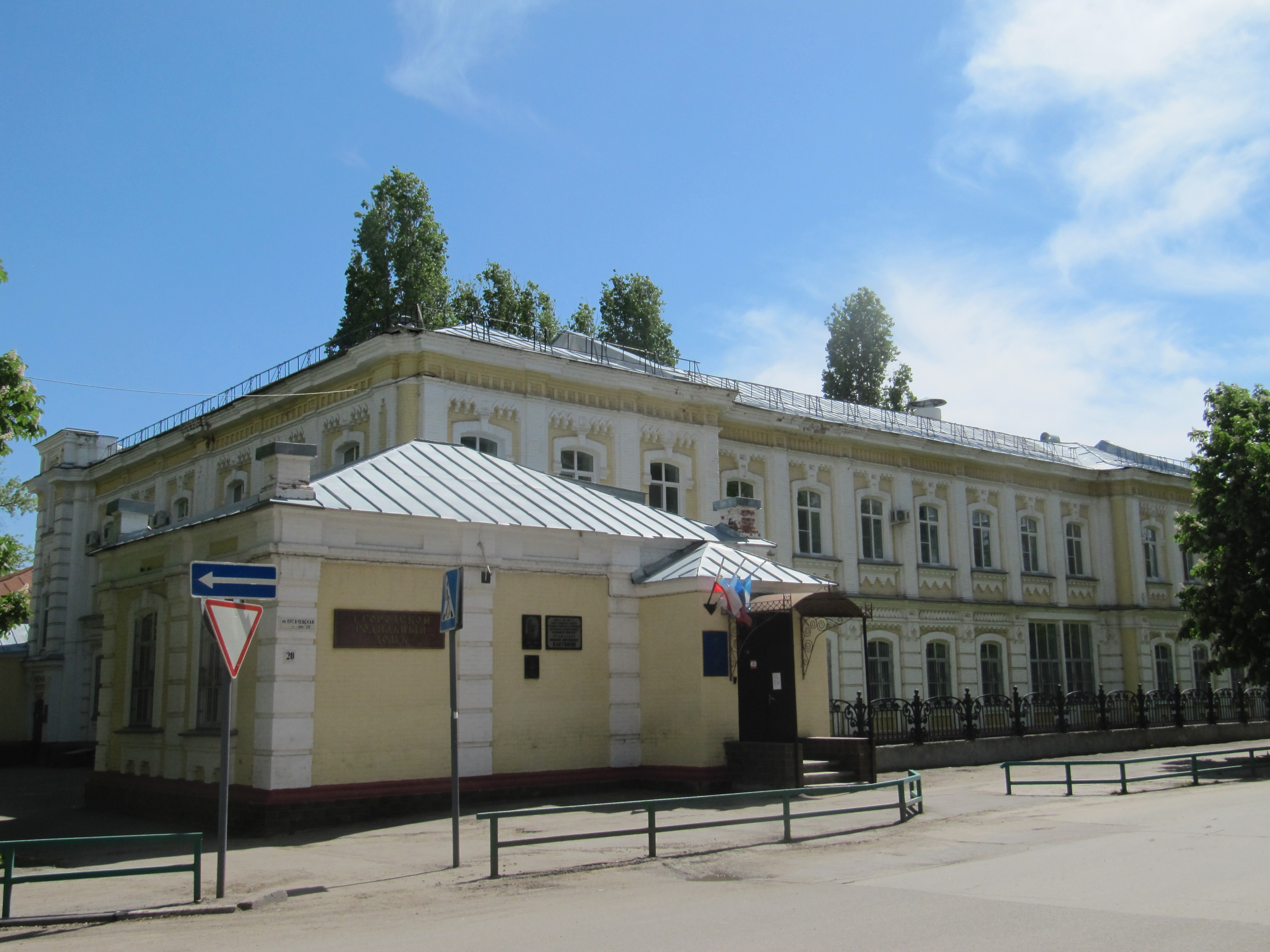
1й городской родильный дом
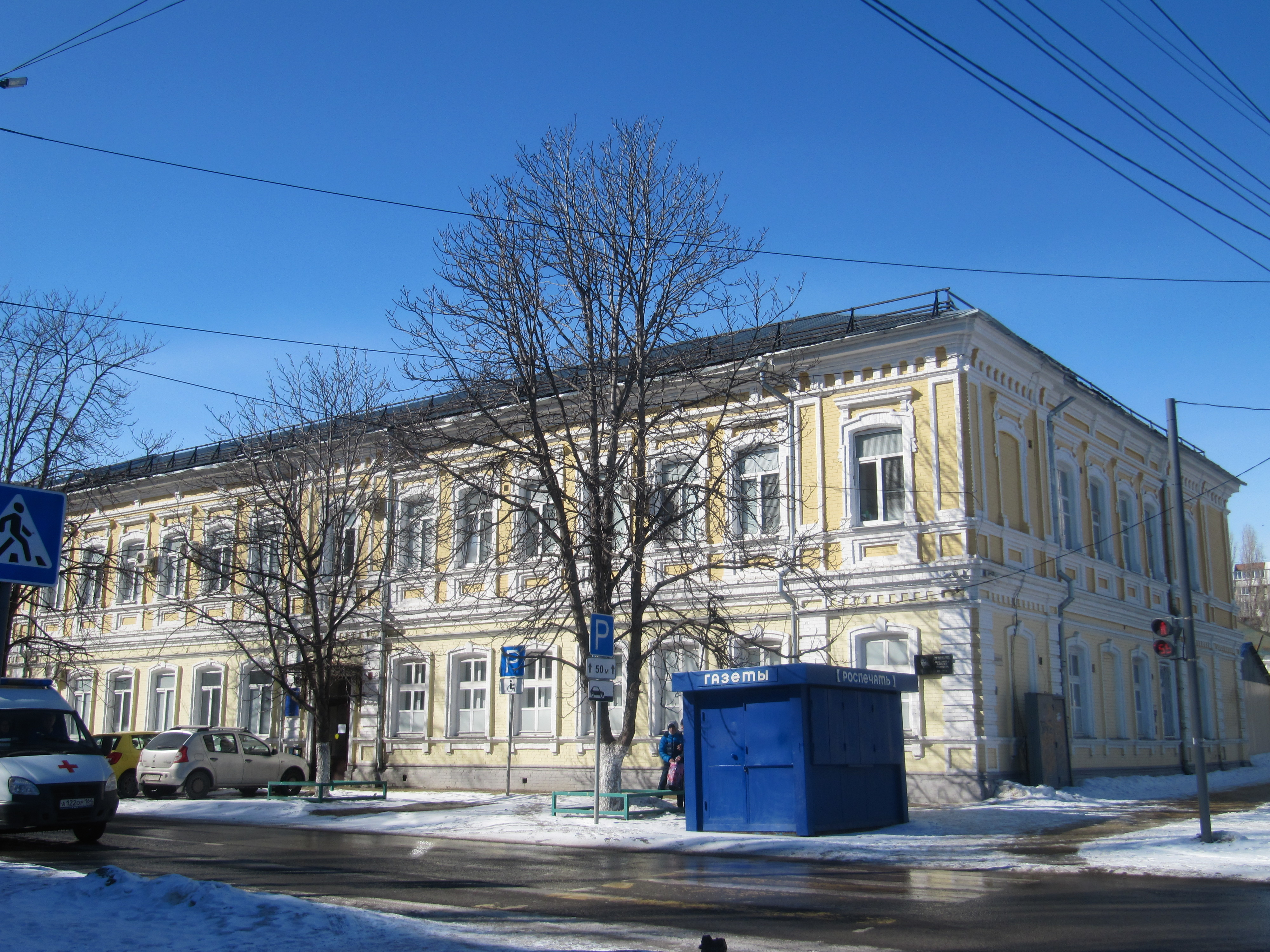
Поликлиника № 8
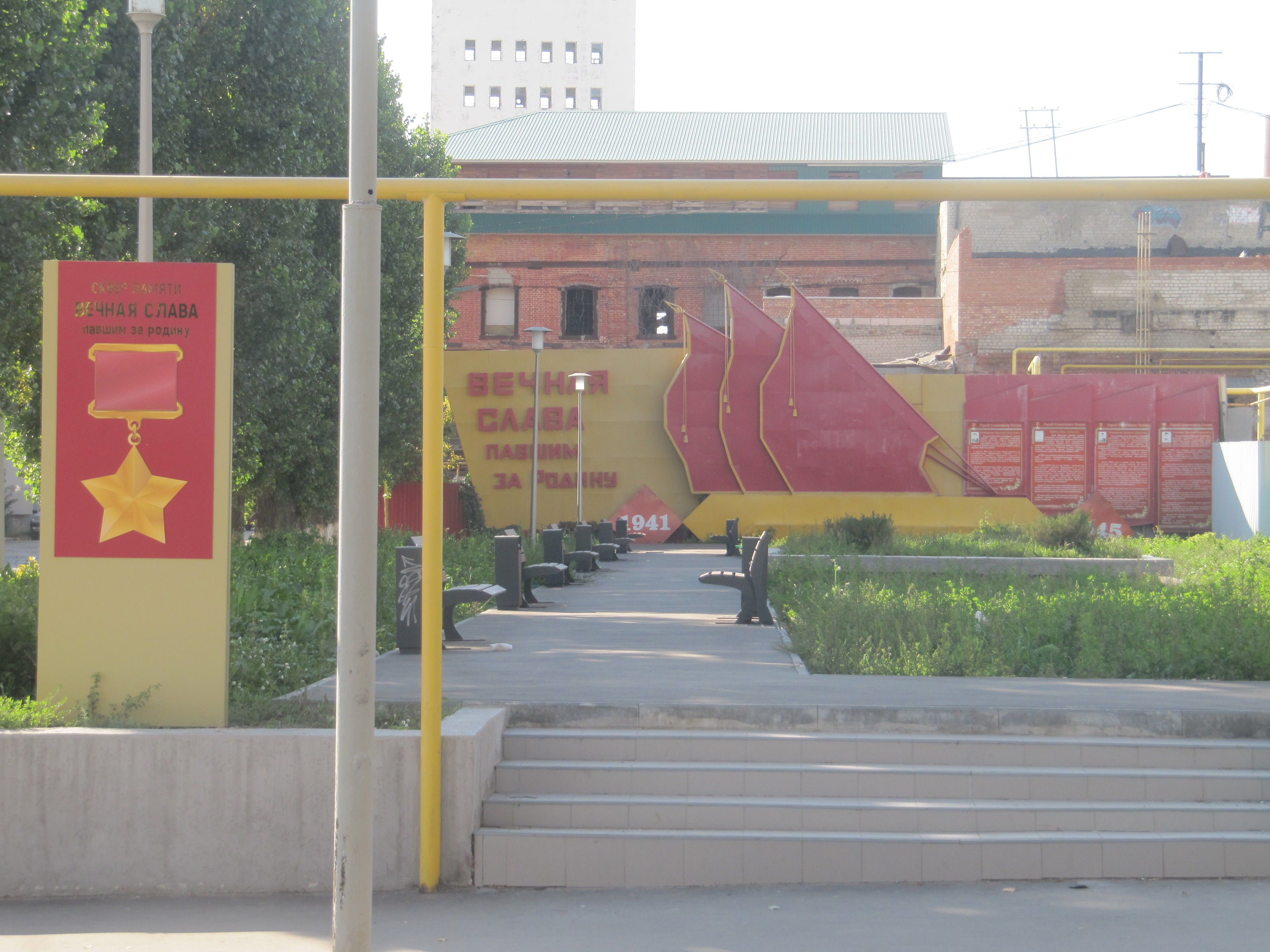
Сквер памяти Вечная слава павшим за Родину

## Транспорт
На большей части длины улица имеет двустороннее движение по одной полосе в каждую сторону. На участках от улицы Рахова к Астраханской улице и от Большой Садовой улицы к Вокзальной улице имеет одностороннее движение. На различных отрезках улицы частично пролегают маршруты троллейбусов № 3 и № 16 и множества маршрутных такси.